# Tigerlotus
Der Tigerlotus (Nymphaea lotus) ist eine Pflanzenart aus der Gattung der Seerosen (Nymphaea) innerhalb der Familie der Seerosengewächse (Nymphaeaceae). Diese auch Weiße Ägyptische Lotusblume genannte Art hat zwei Farbmorphen, eine mit grünen Blättern und roten Flecken (Grüner Tigerlotus) und eine Morphe mit roten Blättern (Roter Tigerlotus).

## Beschreibung

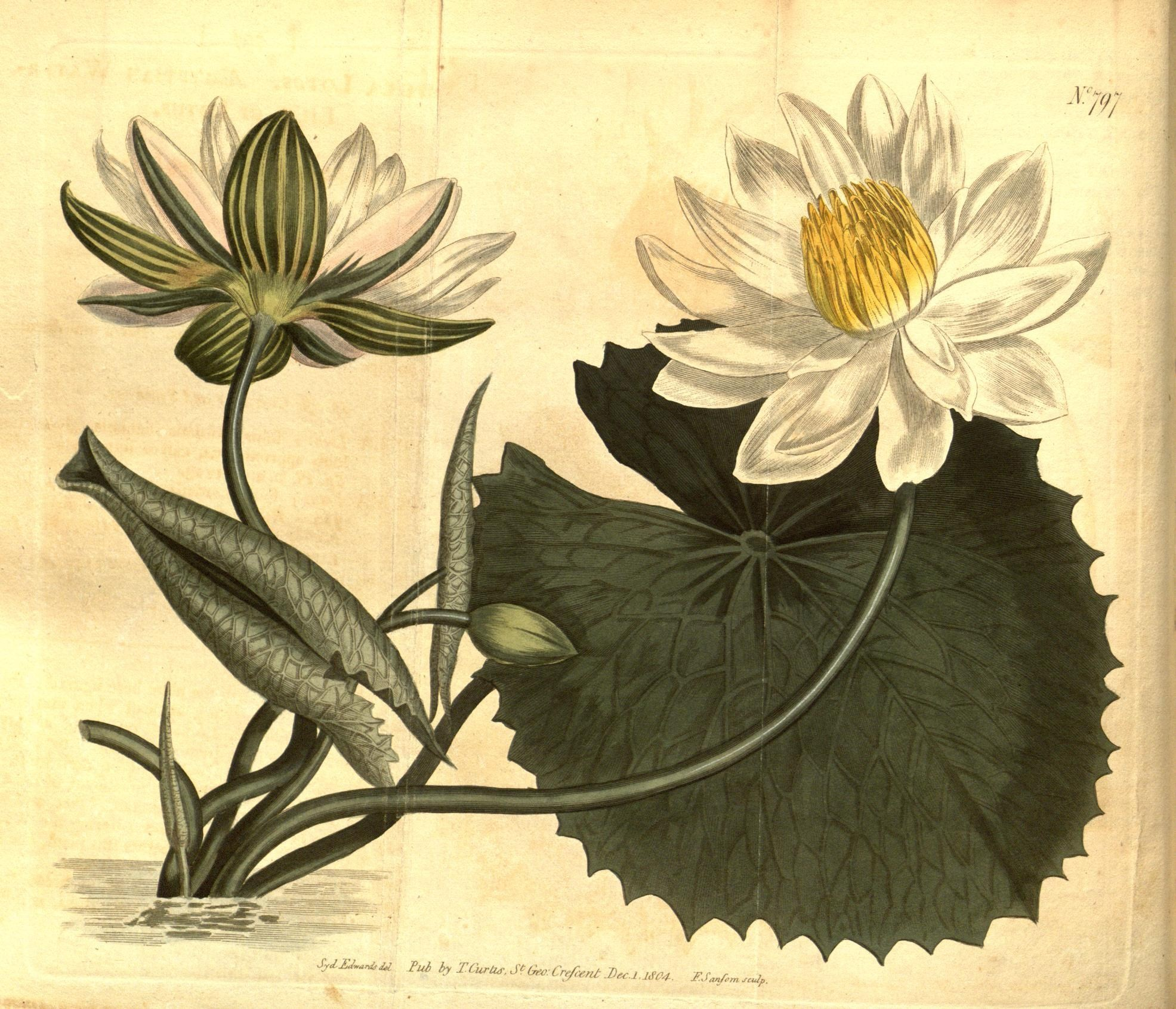
Illustration aus Curtis's Botanical Magazine, 797

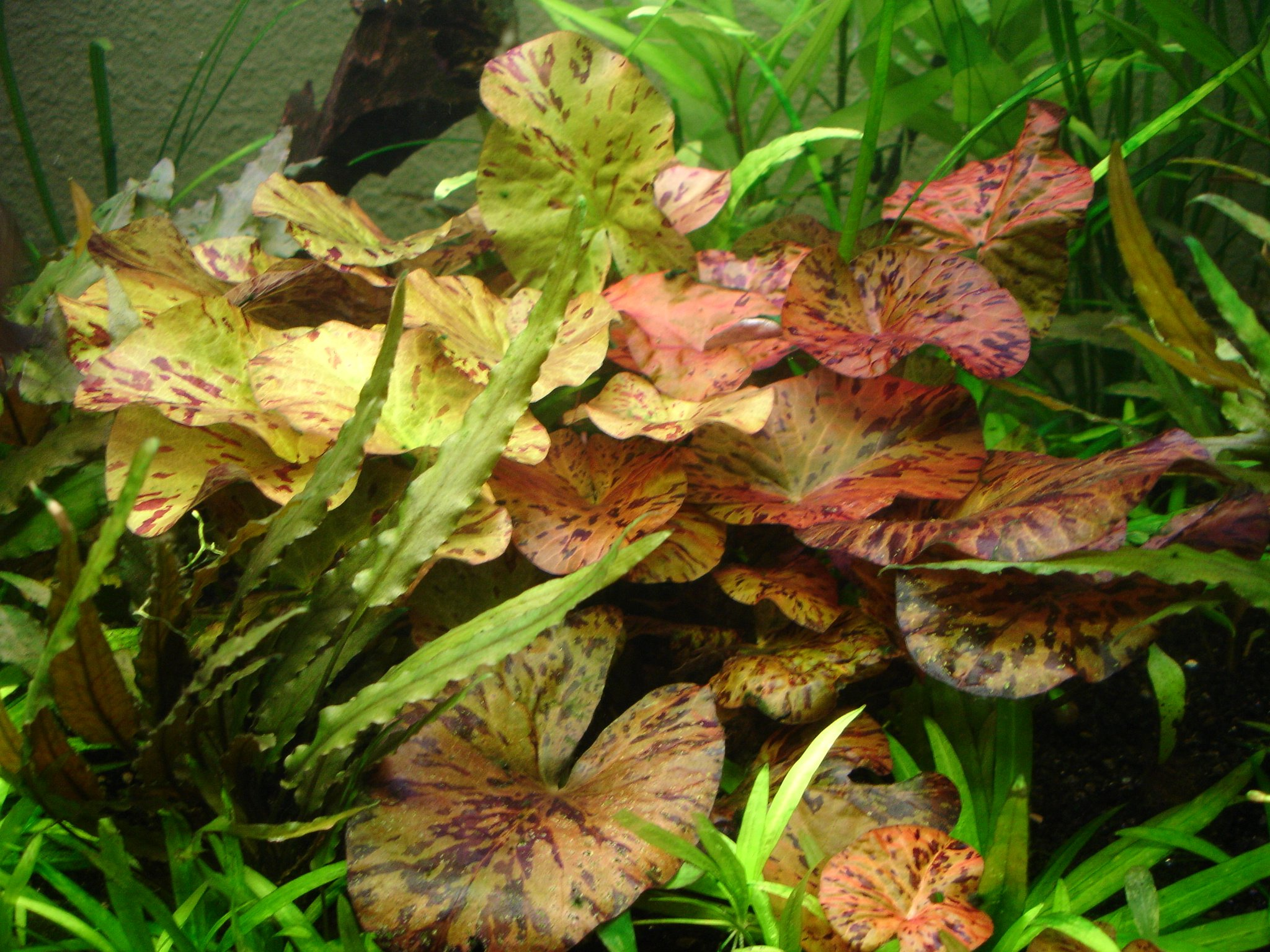
Submerse Blätter des Roten Tigerlotus

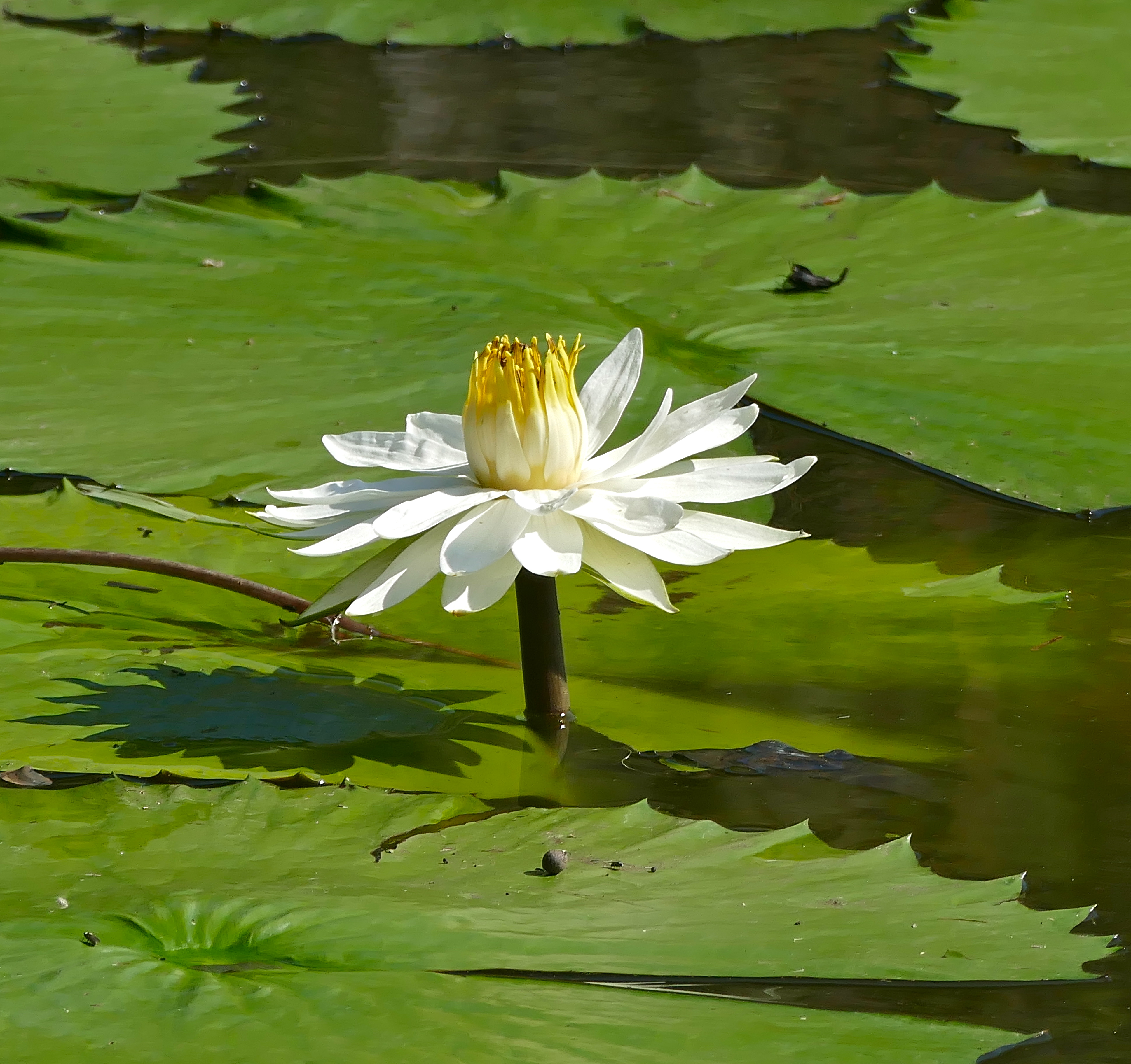
Blüte

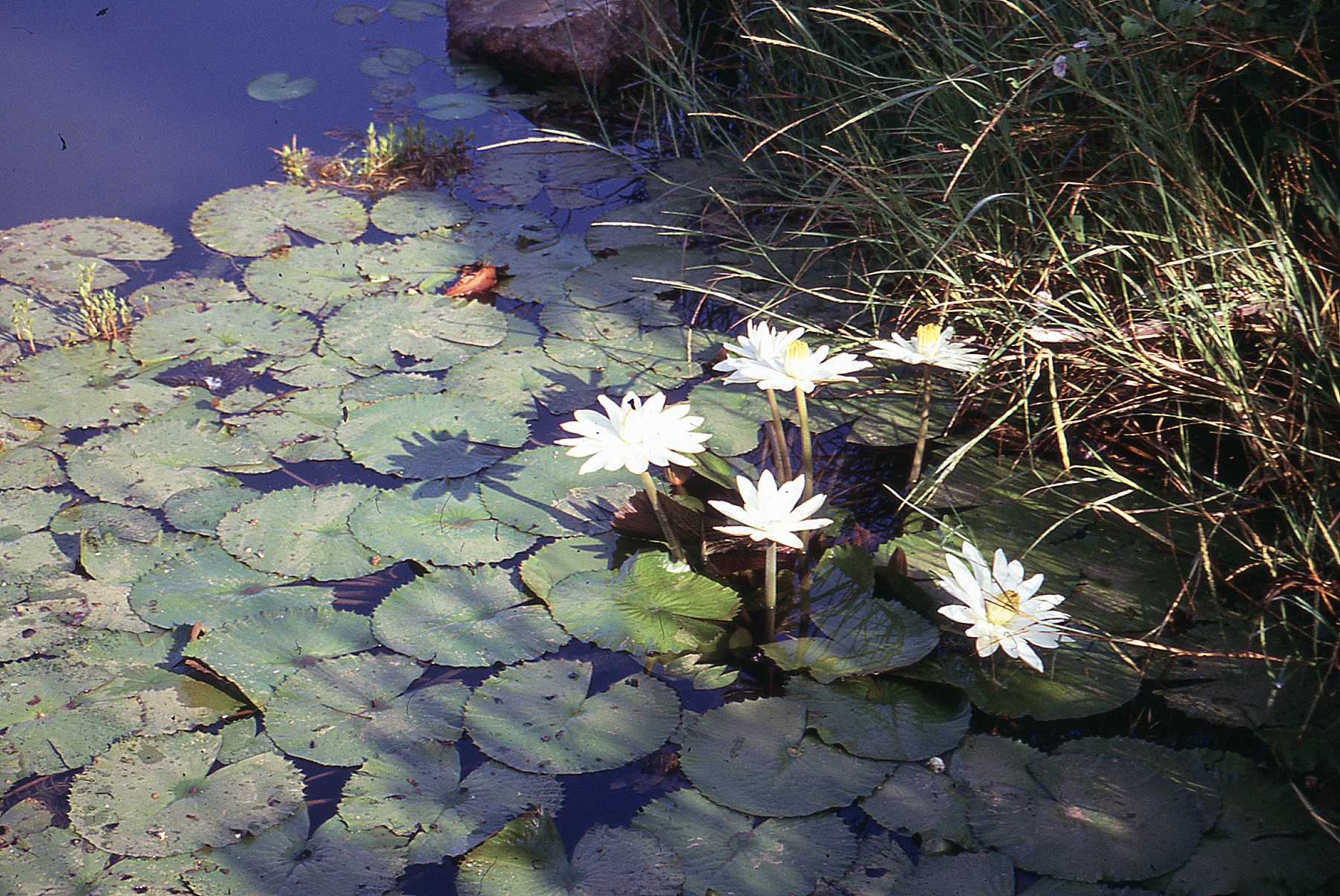
Blätter und Blüten

### Vegetative Merkmale
Nymphaea lotus ist eine ausdauernde krautige Pflanze. Diese Wasserpflanze bildet Rhizome und Stolonen aus. Neben Schwimmblättern werden starke submerse Blätter gebildet, die 10 bis 18 Zentimeter lang und 8 bis 10 Zentimeter breit sind. Die im Umriss runden Schwimmblätter können einen Durchmesser von 30 Zentimetern erreichen. Sie sind oberseits grün, unterseits purpurfarben. Ihr Rand ist spitz gezähnt. Es sind etwa 15 radial verlaufende Nerven vorhanden, die kein Netz bilden.

### Generative Merkmale
Die einzeln über der Wasseroberfläche stehende, zwittrige Blüte weist einen Durchmesser von 12 bis 25 Zentimetern auf. Sie öffnet sich nachts, mehrere Nächte hintereinander. Die vier Kelchblätter sind grün. Es sind 16 bis 20 weiße Kronblätter vorhanden. Die etwa 75 Staubblätter sind gelb. Die Staubfäden sind am breitesten unterhalb der Mitte.
Der Same ist 1,4 bis 1,8 × 0,9 bis 1,2 Millimeter groß und damit etwa 1,5- bis 1,6-mal länger als breit.
Die Chromosomenzahl beträgt 2n = 84.

## Vorkommen
Nymphaea lotus kommt ursprünglich in Ägypten, im tropischen Afrika, im südlichen Afrika und in Madagaskar vor. Das isolierte Vorkommen im nordwestlichen Rumänien galt als ursprünglich, eine genetische Analyse der Varietät Nymphaea lotus var. thermalis kam jedoch zum Schluss, dass es sich nicht um eine ursprüngliche Population handelt. In Louisiana, Florida, El Salvador, Costa Rica, Panama, Kolumbien, Venezuela, Guayana und Brasilien ist die Art ein Neophyt.

## Taxonomie
Die Erstveröffentlichung von Nymphaea lotus erfolgte 1753 durch Carl von Linné in Species Plantarum, Tomus I, S. 511. Synonyme für Nymphaea lotus L. sind: Nymphaea acutidens Peter, Nymphaea aegyptiaca Opiz, Nymphaea dentata Schumach. & Thonn., Nymphaea hypotricha Peter, Nymphaea leucantha Peter, Nymphaea liberiensis A.Chev. nom. inval., Nymphaea reichardiana F.Hoffm., Nymphaea thermalis DC. nom. illeg., Nymphaea zenkeri Gilg, Nymphaea lotus f. thermalis (DC.) Tuzson, Nymphaea lotus var. aegyptia Planch., Nymphaea lotus var. dentata (Schumach. & Thonn.) G.Nicolson, Nymphaea lotus var. grandiflora F.Henkel & al. nom. superfl., Nymphaea lotus var. monstrosa C.A.Barber, Nymphaea lotus var. parviflora Peter.

## Kulturgeschichte
Lotusblüten wurden von den alten Ägyptern als Opfer benutzt. Im Grab von Ramses II. wurden getrocknete Blüten von Tigerlotus und Nymphaea caerulea gefunden.

## Nutzung
In der Aquaristik findet Nymphaea lotus (je nach Variante genannt auch Grüner Tigerlotus bzw. Roter Tigerlotus sowie Weiße Lotusblume) Anwendung als Aquarienpflanze, wobei auch Sorten wie „Grün“ und „Rot“ im Handel angeboten werden.